# پاول ویلیکوفسکی
پاول ویلیکوفسکی (اسلواکی: Pavel Vilikovský؛ زاده ۲۷ ژوئن ۱۹۴۱ – درگذشته ۱۰ فوریه ۲۰۲۰) یک نویسنده اهل اسلواکی بود.
پاول ویلیکوفسکی از مهم‌ترین نویسندگان معاصر زبان و ادبیات اسلواکی به‌شمار می‌رفت، چندان خارج از مرزهای اروپا آوازه نداشت.
با این حال، آثار او در کشورش و همچنین دیگر کشورهای اروپایی مثل فرانسه، مورد توجه واقع شده و به ویژه استادی او در بکارگیری آیرونی (ادبیات کنایه‌آمیز) را ستایش کرده‌اند.

## ابتدای زندگی و تحصیلات
پاول ویلیکوفسکی، در ۲۷ ژوئن ۱۹۴۱ در روستای Palúdzka (fr:Palúdzka) چکسلواکی سابق واقع در اسلواکی کنونی به دنیا آمد. مادرش استاد زبان انگلیسی و پدرش مورخ ادبیات بود. او پس از پایان دوره دبیرستان، در ابتدا به مدرسه سینما در پراگ رفت، اما تحصیل در این مدرسه را ناتمام گذاشت و برای تحصیل در رشته مطالعات زبان، وارد دانشگاه کمنیوس شد.

## فعالیت‌ها
وقتی تحصیلات دانشگاهی‌اش در دهه ۱۹۶۰ به پایان رسید، کار در چند روزنامه و انتشاراتی را آغاز کرد. در واقع ویلیکوفسکی را می‌توان از نسل روشنفکران اسلواک دانست که در دهه ۱۹۶۰ در چکسلواکی تحت نفوذ شوروی سابق، پا به عرصه ادبیات گذاشتند و شعر و نثر زبان اسلواکی را به‌طور بنیادین تغییر دادند.
او در همان اوایل دهه ۱۹۶۰، کار نوشتن ادبی را با نوشتن چند داستان کوتاه آغاز کرد، اما با توجه به این که می‌دانست برای انتشار آثارش، گریزی از سانسور حکومت نیست، از انتشار این داستان‌ها خودداری کرد.
همزمان با روزنامه‌نگاری، به ترجمه و انتشار آثاری از نویسندگان و شاعران همچون جوزف کنراد، ویرجینیا ولف، ویلیام فاکنر و مالکوم لوری، به زبان اسلواکی پرداخت.
در سال ۱۹۶۵، ویلیکوفسکی از یک دوره کوتاه نسبتاً آزادتری که در چکسلواکی به وجود آمده بود، بهره برد و اولین کتاب خودش را منتشر کرد. اما وقتی دید که آثارش، هرچند از سیاست به دور بودند، از سانسور در امان نیستند، بار دیگر تصمیم گرفت که از انتشار آثار خودش صرف‌نظر کند و به ترجمه بازگردد.
او دربارهٔ کار ترجمه گفته بود: «ترجمه یک فعالیت جذاب و باارزشی در دوران شوروی سابق بود. در آن زمان، ادبیات اسلواک، خیلی ملال‌آور و از نظر سیاسی هدایت‌شده بود؛ بنابراین، خوانندگان بیشتر اشتیاق خواندن ترجمه‌ها را داشتند و مترجمان مهم‌تر از نویسندگان بودند.»
پس از فروپاشی دیوار برلین بود که پاول ویلیکوفسکی تصمیم گرفت آثاری را که طی سال‌ها نوشته بود ولی منتشر نکرده بود، منتشر کند. به طوری که در سال ۱۹۸۹، سال پراتفاق فروپاشی دیوار برلین، همزمان سه رمان منتشر کرد.
فروپاشی بلوک شرق موجب شد که روشنفکران کشورهای غربی اروپا برای شناخت آنچه بر کشورهای شرقی گذشته، دربارهٔ آثار نویسندگان بلوک شرق کنجکاوتر شوند. خیلی زود، آثار ویلیکوفسکی نیز در فرانسه ترجمه و منتشر شد و برای او اعتبار و شهرتی بین‌المللی آورد.

## درگذشت
پاول ویلیکوفسکی در روز جمعه ۱۰ فوریه ۲۰۲۰، در سن ۷۸ سالگی در براتیسلاوا، اسلواکی درگذشت.
زوزانا چاپوتووا، رئیس‌جمهور اسلواکی پس از مرگ ویلیکوفسکی گفت: «کسی که قصد دارد بفهمد که پیش از همه اهل چکسلواکی بودن و سپس اسلواک بودن و همزمان اهل اروپای مرکزی بودن، به چه معناست، فقط باید آثار ویلیکوفسکی را بخواند.»

## آثار

### یک اسب در راه‌پله
«یک اسب در راه‌پله» که جزو همان رمان‌هایی بود که در سال ۱۹۸۹ منتشر شد، یک تک‌گویی درونی است. قهرمان رمان سفری طولانی را با یک خودرو آغاز می‌کند تا از هراسی که به واسطه مرگ مادرش و چشم‌انداز مرگ خودش به آن دچار شده، فرار کند.
طرح رمان درست پیش از فروپاشی کمونیسم شکل گرفته‌است و شیوه‌ای او در نوشتن، آمیختن حوادث و روایت‌های مختلف از موقعیت‌های پوچ است.
ویلیکوفسکی در این رمان و دیگر آثارش، به «کشور کوچک» خود، نقش نویسنده و حتی زندگی شخصی‌اش نگاهی انتقادی دارد. برخی معتقدند که او قصد به سخره گرفتن نداشت و فقط از بیهوده فخر فروختن اجتناب می‌کرد.
با این حال، مقام‌ها و مردم اسلواکی قدر این نویسنده خودشان را به خوبی می‌دانند.
این نویسنده اسلواک، پس از فروپاشی کمونیسم هم همچنان دربارهٔ چکسلواکی دوران کمونیسم می‌نوشت. مثلاً در رمان «بیوگرافی شر» که سال ۲۰۰۹ منتشر شد، او به تقلب‌ها و کنترل‌های گسترده در دوران کمونیسم پرداخته‌است.
او با این حال نسبت به دوران پس از کمونیسم، تصوری واقع‌گرایانه داشت: «آنهایی که در «اردوگاه سوسیالیسم» زندگی می‌کردند، از زندگی در «جهان غرب» تصوری ایدئالیستی داشتند، زیرا اطلاعاتی به آنان نمی‌رسید. اما همیشه واقعیت با ایده‌آل‌ها متفاوت است».
ویلیکوفسکی تنها نویسنده‌ای بود که توانست دو بار معتبرترین جایزه کشور خود (Anasoft Litera) را از آن خود کند.

### یک سگ روی جاده
رمان «یک سگ روی جاده»، در واقع ادامه همان سفری است که در «یک اسب در راه‌پله» شروع شده بود؛ اما در دوره‌ای دیگر و به شیوه‌ای دیگر.
«یک سگ روی جاده» که ۱۰ سال پس از فروپاشی دیوار برلین نوشته شد و در سال ۲۰۱۰ در اسلواکی منتشر شد، یکی از بهترین رمان‌های این نویسنده به‌شمار می‌رود. این رمان نیز زبان‌های مختلف ترجمه شده و منتقدان ادبی طنز کنایه‌آمیز موجود در آن را بسیار ستوده‌اند.
راوی «یک سگ روی جاده»، یک ناشر بازنشسته و نماد «اسلواکی رسمی» است که پس از فروپاشی کمونیسم در بلوک شرق اروپا، مأموریت دارد که علاوه بر شناسایی تأثیر فرهنگ اسلواکی در کشورهای اتریش و آلمان، ادبیات اسلواکی را نیز در کشورهای غرب اروپا عرضه کند.
ویلیکوفسکی در گفتگوی تأکید کرده که پس از فروپاشی دیوار برلین، به عنوان یک نویسنده اسلواک نیازی نداشت که به کشورهای دور برود، کافی بود به کشورهای همسایه اسلواکی سفر کند، تا برای نوشتن الهام بگیرد.
در این سفر اروپایی، به شرایط به دنیا آمدن در یک کشور کوچک سابقاً کمونیست می‌پردازد و این پرسش را از خود می‌پرسد که «چگونه می‌توان اسلواک بود؟» آن هم در جایی که «موتسارت ندارد». این که نوشتن در یک زبان اقلیت چه ویژگی‌هایی دارد.
در جاهایی از رمان که راوی و نویسنده یکی می‌شوند، آمده‌است: «برای آنان [اروپایی‌ها] من اسلواک هستم، در زامبیا یا سنگاپور من اروپایی هستم، و در کره ماه یک انسان، به همین سادگی.» در واقع، راوی «یک سگ روی جاده»، سفری در چندین مسیر و بدون مقصد است؛ پر از حواشی و تأملات دربارهٔ هویت.
پاول ویلیکوفسکی، هرگز از انتقاد از نویسندگانی چون توماس برنهارت، نویسنده اتریشی (۱۹۳۱ تا ۱۹۸۹) دربارهٔ نقش نویسنده دست نشست. او معقتد بود تصویر نویسنده به عنوان یک «حقیقت آشکار» واقعیت ندارد و اساساً این موضوع هیچ ارتباطی با اهمیت ادبیات ندارد.
راوی «یک سگ روی جاده» در جایی از رمان می‌گوید: «من فقط می‌خواستم خوانندگان فراموش نکنند که اندیشیدن، چیز خوبی بود».

## توضیحات
1. ↑  Vilenica Prize